# Landkreis Leer
Der Landkreis Leer ist ein Landkreis im Nordwesten von Niedersachsen und bildet den südlichen Teil Ostfrieslands.

## Geographie

### Lage
Der Landkreis besteht auf dem Festland aus den vier historischen Landschaften Rheiderland (im Westen), Overledingerland (im Südosten), Moormerland (im Norden) und Lengenerland (im Nordosten). Zusätzlich gehört die ostfriesische Insel Borkum zum Landkreis.
Die Südgrenze entspricht der historischen Grenze zwischen der Grafschaft Ostfriesland und dem Niederstift Münster. Sie ist bis heute eine der deutlichsten protestantisch-katholischen Konfessionsgrenzen in Deutschland.
Der Landkreis wird durchschnitten von der Ems, die im Westen in den Dollart übergeht, wo der Landkreis auch einen kurzen Küstenstreifen hat. Er umfasst aber auch die westlichsten der ostfriesischen Inseln, Borkum und Lütje Hörn.

### Nachbarkreise
Der Landkreis Leer grenzt im Uhrzeigersinn im Nordwesten beginnend an die kreisfreie Stadt Emden und an die Landkreise Aurich, Wittmund, Friesland, Ammerland, Cloppenburg und Emsland. Im Westen grenzt er an die niederländische Provinz Groningen.

## Geschichte
Nach der Annexion des Königreichs Hannover durch Preußen wurde am 1. April 1885 aus den alten Ämtern Leer und Stickhausen sowie der selbständigen Stadt Leer der Kreis Leer gebildet. Verwaltungssitz wurde die Stadt Leer.
Bei der preußischen Kreisreform vom 1. Oktober 1932 wurden die Landkreise Leer, Weener und die Gemeinde Borkum zu einem neuen Landkreis Leer mit dem Kreissitz in Leer zusammengeschlossen.
Die Gebietsreform in Niedersachsen begann im Landkreis Leer am 1. Juli 1968 mit der Eingliederung der Gemeinden Heisfelde und Loga in die Stadt Leer. Am 1. Juli 1972 schieden die Gemeinden Petkum und Widdelswehr aus dem Landkreis Leer aus und wurden in die Stadt Emden eingemeindet.
Eine umfassende Neugliederung des Landkreises erfolgte am 1. Januar 1973 durch zahlreiche Gemeindefusionen, bei denen unter anderem die neuen Gemeinden Dollart, Moormerland, Rhauderfehn, Uplengen und Westoverledingen gebildet wurden. Zur Gemeinde Moormerland kamen auch die Gemeinden Hatshausen, Jheringsfehn und Boekzetelerfehn aus dem Landkreis Aurich. Die Gemeinde Stiekelkamperfehn wurde mit der Gemeinde Neuefehn aus dem Landkreis Aurich zur neuen Gemeinde Neukamperfehn zusammengeschlossen.
Am 1. März 1974 wurde schließlich Idafehn, bis dahin Teil der Gemeinde Strücklingen im Landkreis Cloppenburg, Teil der Gemeinde Ostrhauderfehn und damit des Landkreises Leer. Idafehn gehörte bis 1974 also offiziell zum Saterland und damit zum Oldenburger Münsterland. Es war aber von Ostrhauderfehn aus besiedelt worden, die Umgangssprache ist Ostfriesisches Platt, die vorherrschende Konfession evangelisch-lutherisch.
Am 1. November 2001 schlossen sich die fünf Gemeinden der Samtgemeinde Bunde (Boen, Bunde, Bunderhee, Dollart und Wymeer) zur Einheitsgemeinde Bunde zusammen.

## Einwohnerentwicklung

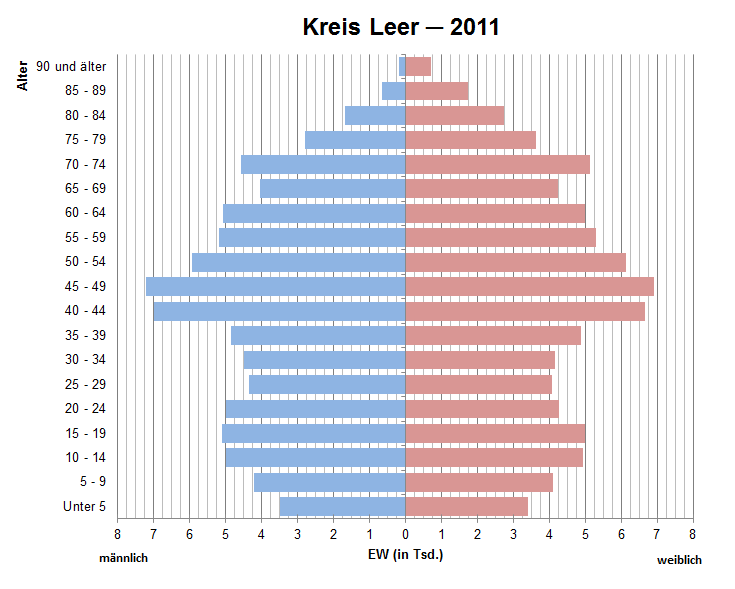
Bevölkerungspyramide für den Kreis Leer (Datenquelle: Zensus 2011.)

Der Landkreis Leer wurde 1932 durch die Eingliederung des Landkreises Weener vergrößert.
| Jahr | Einwohner | Quelle |
| ---- | --------- | ------ |
| 1890 | 48.955    | [ 8 ]  |
| 1900 | 52.871    | [ 8 ]  |
| 1910 | 56.645    | [ 8 ]  |
| 1925 | 61.266    | [ 8 ]  |
|      |           |        |
| 1939 | 99.258    | [ 8 ]  |
| 1950 | 132.303   | [ 8 ]  |
| 1960 | 121.200   | [ 8 ]  |
| 1970 | 135.800   | [ 9 ]  |
| 1980 | 141.600   | [ 10 ] |
| 1990 | 145.344   | [ 11 ] |
| 2000 | 161.425   | [ 11 ] |
| 2010 | 164.705   | [ 11 ] |
| 2015 | 167.548   |        |
| 2020 | 171.483   |        |

## Politik

### Kreistag
Dem Kreistag des Landkreises Leer gehören 54 gewählte Abgeordnete und der Landrat an. Dies ist die festgelegte Anzahl für einen Landkreis mit einer Einwohnerzahl zwischen 150.001 und 175.000 Einwohnern. Die Abgeordneten werden durch eine Kommunalwahl für jeweils fünf Jahre gewählt. Die aktuelle Amtszeit begann am 1. November 2021 und endet am 31. Oktober 2026.
Die letzte Kommunalwahl vom 12. September 2021 ergab das nachstehende Ergebnis (mit den Ergebnissen der vorherigen Wahlen):
| Kreistagswahl Leer 2021vorläufiges Ergebnis; Wahlbeteiligung: 56,6 % 403020100 38,1 %29,7 %12,2 %5,0 %5,0 %4,9 %2,1 %1,4 %1,7 % SPDCDUGrüneAfDMOINFDPLinkeWMLSonst.Gewinne und Verlusteim Vergleich zu 2016 %p 4 2 0 −2 −4−1,6 %p−2,7 %p+3,5 %p−2,1 %p+2,4 %p+2,7 %p+0,2 %p+1,4 %p−3,6 %pSPDCDUGrüneAfDMOINFDPLinkeWMLSonst. | Sitzverteilung im Kreistag Leer seit 2021Insgesamt 54 Sitze - Linke: 1 - SPD: 20 - Grüne: 7 - FDP: 3 - MOIN: 3 - WML: 1 - CDU: 16 - AfD: 3 |

| Parteien und Wählergemeinschaften | Parteien und Wählergemeinschaften           | Stimmen 2021 | Sitze 2021 |        | Stimmen 2016 | Sitze 2016 | Stimmen 2011 | Sitze 2011 | Stimmen 2006 | Sitze 2006 | Stimmen 2001 | Sitze 2001 |
| --------------------------------- | ------------------------------------------- | ------------ | ---------- | ------ | ------------ | ---------- | ------------ | ---------- | ------------ | ---------- | ------------ | ---------- |
| SPD                               | Sozialdemokratische Partei Deutschlands     | 38,1 %       | 20         | 39,7 % | 21           | 39,6 %     | 21           | 44,2 %     | 24           | 47,1 %     | 27           |            |
| CDU                               | Christlich Demokratische Union Deutschlands | 29,7 %       | 16         | 32,4 % | 18           | 33,1 %     | 18           | 35,1 %     | 19           | 33,6 %     | 19           |            |
| Grüne                             | Bündnis 90/Die Grünen                       | 12,2 %       | 7          | 8,7 %  | 5            | 13,5 %     | 7            | 7,3 %      | 4            | 6,5 %      | 3            |            |
| AfD                               | Alternative für Deutschland                 | 5,0 %        | 3          | 7,1 %  | 4            | -          | -            | -          | -            | -          | -            |            |
| MOIN                              | Wählergemeinschaft MOIN                     | 5,0 %        | 3          | 2,6 %  | 1            | -          | -            | -          | -            | -          | -            |            |
| FDP                               | Freie Demokratische Partei                  | 4,9 %        | 3          | 2,2 %  | 1            | 2,0 %      | 1            | 3,9 %      | 2            | 3,7 %      | 2            |            |
| Linke                             | Die Linke                                   | 2,1 %        | 1          | 1,9 %  | 1            | 2,7 %      | 2            | -          | -            | -          | -            |            |
| WML                               | Wählergemeinschaft Moormerländer Löwen      | 1,4 %        | 1          | -      | -            | -          | -            | -          | -            | -          | -            |            |
| VvW                               | Vereinigung von Wählern im Landkreis Leer   | 0,7 %        | 0          | -      | -            | -          | -            | -          | -            | -          | -            |            |
| AWG                               | Allgemeine Wählergemeinschaft Leer          | 0,7 %        | 0          | 4,0 %  | 2            | 4,6 %      | 3            | 5,3 %      | 3            | 6,9 %      | 3            |            |
| Basis                             | Basisdemokratische Partei Deutschland       | 0,3 %        | 0          | -      | -            | -          | -            | -          | -            | -          | -            |            |
| Friesen                           | Die Friesen                                 | -            | -          | 1,3 %  | 1            | 1,1 %      | 1            | -          | -            | -          | -            |            |
| BfR                               | Bürger für Rhauderfehn (BfR)                | -            | -          | -      | -            | 2,6 %      | 1            | 2,4 %      | 1            | -          | -            |            |
| Piraten                           | Piratenpartei Deutschland                   | -            | -          | -      | -            | 0,5 %      | 0            | -          | -            | -          | -            |            |
| LA                                | Linke Alternative – Landkreis Leer          | -            | -          | -      | -            | -          | -            | 1,6 %      | 1            | -          | -            |            |
| Endrizzi                          | Liste Endrizzi                              | -            | -          | -      | -            | -          | -            | 0,2 %      | 0            | -          | -            |            |
| BD                                | Wählergruppe                                | -            | -          | -      | -            | -          | -            | -          | -            | 1,0 %      | 0            |            |
| UWG                               | Unabhängige Wählergemeinschaft              | -            | -          | -      | -            | -          | -            | -          | -            | 0,7 %      | 0            |            |
| USD                               | Unabhängige Soziale Demokraten              | -            | -          | -      | -            | -          | -            | -          | -            | 0,5 %      | 0            |            |
| EB                                | Einzelbewerber                              | -            | -          | -      | -            | 0,3 %      | 0            | -          | -            | 0,1 %      | 0            |            |
| Gesamt                            | Gesamt                                      | 100          | 54         | 100    | 54           | 100        | 54           | 100        | 54           | 100        | 54           |            |
| Wahlbeteiligung in Prozent        | Wahlbeteiligung in Prozent                  | 56,6         | 56,6       | 55,1   | 55,1         | 51,6       | 51,6         | 54,5       | 54,5         | 57,4       | 57,4         |            |

### Landrat
Der Landrat eines Landkreises vertritt den Landkreis auf politischer Ebene und ist gleichzeitig Chef der Kreisverwaltung. Landrat des Landkreises Leer ist seit 2016 Matthias Groote (SPD). Bei der letzten Landratswahl vom 12. September 2021 wurde er mit 81,25 Prozent der Stimmen gewählt. Die Wahlbeteiligung lag bei 56,57 Prozent. Groote wurde für fünf Jahre gewählt. 

#### Ehemalige Landräte
- 1885–1890: Theodor Meyer
- 1890–1894: Albert Lots
- 1894–1899: Erhard von Wedel
- 1899–1904: Clemens von Wedel-Gödens
- 1904–1909: Ferdinand Schenk zu Schweinsberg
- 1910–1930: Carl Ludwig Kleine (Freikonservative Partei, DNVP)
- 1930–1945: Hermann Conring (ab 1937: NSDAP)
- 1945–1949: Hans Windels
- 1950–1951: Ernst Stendel (CDU)
- 1951–1952: Wübbo van Lessen
- 1952–1956: Hermann Conring (CDU)
- 1956–1963: Theus Bracht (SPD)
- 1963–1964: Jürgen Thiemens (SPD)
- 1964–1965: Hermann Übel
- 1965–1973: Anton Wübbena-Mecima, CDU
- 1973–1982: Alfons Pawelczyk, SPD
- 1982–1986: Harm Weber, SPD
- 1986–1997: Helmut Collmann, SPD
- 1997–2001: Andreas Schaeder, SPD (erster direkt gewählter Landrat im Landkreis Leer)
- 2001–2016: Bernhard Bramlage, SPD

#### Ehemalige Oberkreisdirektoren
- 1946–1947: Heinz Noll
- 1948–1955: Peter Oskar Schuster
- 1955–1978: Peter Elster
- 1979–1991: Gerhard von Haus
- 1991–1997: Andreas Schaeder

#### Ehemalige Landräte des Kreises Weener
- 1885–1888: Mathias Knaus
- 1888–1893: Lümko Iderhoff (1856–1931)
- 1893–1904: Adolf Kriege
- 1904–1909: Karl Gosling
- 1909–1926: Erich Bachmann
- 1927–9999: Hans von Oldershausen
- 1927–9999: Emil Wehriede
- 1928–1932: Benno Eide Siebs

### Vertreter im Bundestag
Der Landkreis gehört zum Bundestagswahlkreis Unterems (Wahlkreis 25), der aus dem Landkreis Leer und dem nördlichen Teil des Landkreises Emsland besteht. Der Wahlkreis wurde zur Bundestagswahl 1980 neu zugeschnitten und ist seitdem unverändert. Bislang setzten sich in diesem Wahlkreis ausschließlich CDU-Kandidaten durch. Bei der Bundestagswahl 2025 wurde die CDU-Abgeordnete Gitta Connemann aus Leer erneut direkt gewählt. Über Listenplätze der Parteien zogen Anja Troff-Schaffarzyk (SPD) und Martina Uhr (AfD) aus dem Wahlkreis in den Bundestag ein.

### Wappen und Flagge

Blasonierung: „Das Wappen des Landkreises Leer zeigt in Blau einen golden (gelb) bewehrten, rot bezungten silbernen (weißen) Löwen, der als Halsband eine gestürzte, goldene (gelbe) Krone trägt. Das Oberwappen zeigt eine Ährenkrone mit sechs goldenen (gelben) Ähren und einem goldenen (gelben) vierblättrigen Kleeblatt in der Mitte.“ Im Wappen des Landkreises spiegelt das Kleeblatt die vier historischen Landschaften Rheiderland, Overledingerland, Moormerland und Lengenerland wider. Neben dem Kleeblatt stehen Ähren, welche die landwirtschaftliche Prägung des Gebietes symbolisieren. Ähren und Kleeblatt krönen einen blauen Wappenschild, auf dem ein weißer Löwe mit einer gestürzten goldenen Krone um den Hals zu sehen ist. Dies ist das alte Wappen des Häuptlings Focko Ukena, der im 15. Jahrhundert über das Gebiet des heutigen Landkreises herrschte. Das Wappen des Landkreises Leer wurde am 12. August 1952 durch das Niedersächsische Innenministerium verliehen und mit der 1. Hauptsatzung des Landkreises am 22. Oktober 1958 gebilligt.
Beschreibung der Flagge: „Die Kreisflagge des Landkreises Leer zeigt in drei gleich breiten Querstreifen die Farben blau-gold (gelb)-silber (weiß) und in der Mitte das Kreiswappen.“ Die Flagge wurde letztmals bei der Neufassung der Hauptsatzung des Landkreises Leer am 3. Oktober 1977 von der Bezirksregierung Weser-Ems genehmigt.

## Wirtschaft und Verkehr
Im Zukunftsatlas 2016 belegte der Landkreis Leer Platz 228 von 402 Landkreisen, Kommunalverbänden und kreisfreien Städten in Deutschland und zählt damit zu den Regionen mit „ausgeglichenem Chancen-Risiko Mix“ für die Zukunft.

### Straße
Der Landkreis Leer bietet ein gut ausgebautes Netz von Bundes- und Landstraßen. Zudem verläuft durch das Kreisgebiet die Bundesautobahn A 28 von Leer in Richtung Oldenburg und die A 31 aus Emden in Richtung des Ruhrgebiets. Sie treffen am Autobahndreieck Leer aufeinander. Die kurze A 280 zwischen der A 31 bei Weener und der niederländischen Grenze bei Neuschanz verläuft komplett auf dem Leeraner Kreisgebiet. Im Landkreis gibt es zudem 376 Kilometer an Kreisstraßen.

### Schiene
Der Landkreis Leer wird in Nord-Süd-Richtung von der Emslandstrecke Emden – Leer – Meppen – Rheine durchzogen, die 1854 von den Hannöverschen Staatsbahnen eröffnet worden ist. Die Ost-West-Verbindung Oldenburg – Leer – Weener – Neuschanz stellten die Oldenburgischen Staatsbahnen 1869 bis Leer und 1876 ab Ihrhove her. Die Bahnstrecke Ihrhove–Groningen ist seit einer Schiffskollision im Dezember 2015 im Bereich der Friesenbrücke unterbrochen. Der Schienenverkehr soll nach dem Neubau der Friesenbrücke voraussichtlich Mitte 2025 wieder aufgenommen werden.
Auf der Insel Borkum betrieb die Borkumer Kleinbahn und Dampfschiffahrt GmbH seit 1888 mehrere Inselbahnstrecken in der Schmalspur 900 mm. Hier wird aktuell der 7,5 Kilometer lange Abschnitt zwischen Hafen und Stadt genutzt.
Als weitere Schmalspurbahn kam 1900 die Kleinbahn Leer–Aurich–Wittmund hinzu. Mit der kreiseigenen Kleinbahn Ihrhove–Westrhauderfehn war das Bahnnetz 1912 vollendet.
Damit umfasste das Schienennetz mit Personenverkehr auf dem Festland 84 Kleinbahnen. Davon wurden nur die 29 km Kleinbahnen stillgelegt, auf deren Strecke heute der Ostfriesland-Wanderweg verläuft:
- 1956: Aurich – Stikelkamp – Leer Klb. (18 km Meterspur)
- 1961: Ihrhove – Westrhauderfehn (11 km)

Heute werden im Landkreis Leer mit Leer und Weener nur noch zwei Stationen auf dem Festland im Personenverkehr bedient.

## Gemeinden
In Klammern die Einwohnerzahl am 31. Dezember 2023.
| Einheitsgemeinden 1. Borkum, Stadt (4337) 2. Bunde (7432) 3. Jemgum (3479) 4. Leer (Ostfriesland), Kreisstadt, selbständige Gemeinde (33.992) 5. Moormerland [Sitz: Warsingsfehn] (23.429) 6. Ostrhauderfehn (11.769) 7. Rhauderfehn [Sitz: Westrhauderfehn] (18.228) 8. Uplengen [Sitz: Remels] (11.989) 9. Weener, Stadt (15.335) 10. Westoverledingen [Sitz: Ihrhove] (21.108) Samtgemeinden mit ihren Mitgliedsgemeinden * Sitz der Samtgemeindeverwaltung - 1. Samtgemeinde Hesel (11.177) 1. Brinkum (806) 2. Firrel (811) 3. Hesel * (4770) 4. Holtland (2237) 5. Neukamperfehn (1831) 6. Schwerinsdorf (722) - 2. Samtgemeinde Jümme (6836) 1. Detern, Flecken (2810) 2. Filsum * (2220) 3. Nortmoor (1806) gemeindefreies Gebiet - Insel Lütje Hörn (0,31 km², unbewohnt) |

## Ehemalige Gemeinden
Liste aller ehemaligen Gemeinden und aller Eingemeindungen:
| Gemeinde          | eingemeindet nach | Datum der Eingemeindung |
| ----------------- | ----------------- | ----------------------- |
| Amdorf            | Detern            | 1. Jan. 1973            |
| Ammersum          | Filsum            | 1. Jan. 1973            |
| Backemoor         | Rhauderfehn       | 1. Jan. 1973            |
| Barge             | Detern            | 1. Jan. 1973            |
| Beschotenweg      | Weener            | 1. Jan. 1973            |
| Bingum            | Leer              | 1. Jan. 1973            |
| Boen              | Bunde             | 1. Nov. 2001            |
| Böhmerwold        | Jemgum            | 1. Jan. 1973            |
| Borkum            |                   | 1. Okt. 1932            |
| Breinermoor       | Westoverledingen  | 1. Jan. 1973            |
| Bühren            | Uplengen          | 1. Jan. 1973            |
| Bunderhammrich    | Dollart           | 1. Jan. 1973            |
| Bunderhee         | Bunde             | 1. Nov. 2001            |
| Bunderneuland     | Bunde             | 1. Jan. 1973            |
| Burlage           | Rhauderfehn       | 1. Jan. 1973            |
| Charlottenpolder  | Bunde             | 1. Jan. 1973            |
| Collinghorst      | Rhauderfehn       | 1. Jan. 1973            |
| Critzum           | Jemgum            | 1. Jan. 1973            |
| Diele             | Weener            | 1. Jan. 1973            |
| Ditzum            | Jemgum            | 1. Jan. 1973            |
| Ditzumerhammrich  | Dollart           | 1. Jan. 1973            |
| Dollart           | Bunde             | 1. Nov. 2001            |
| Driever           | Westoverledingen  | 1. Jan. 1973            |
| Esklum            | Westoverledingen  | 1. Jan. 1973            |
| Flachsmeer        | Westoverledingen  | 1. Jan. 1973            |
| Folmhusen         | Westoverledingen  | 1. Jan. 1973            |
| Gandersum         | Moormerland       | 1. Jan. 1973            |
| Großoldendorf     | Uplengen          | 1. Jan. 1973            |
| Großsander        | Uplengen          | 1. Jan. 1973            |
| Großwolde         | Westoverledingen  | 1. Jan. 1973            |
| Grotegaste        | Westoverledingen  | 1. Jan. 1973            |
| Hatzum            | Jemgum            | 1. Jan. 1973            |
| Heinitzpolder     | Dollart           | 1. Jan. 1973            |
| Heisfelde         | Leer              | 1. Juli 1968            |
| Hohegaste         | Leer              | 1. Jan. 1973            |
| Hollen            | Uplengen          | 1. Jan. 1973            |
| Holte             | Rhauderfehn       | 1. Jan. 1973            |
| Holtermoor        | Ostrhauderfehn    | 1. Mai 1970             |
| Holtgaste         | Jemgum            | 1. Jan. 1973            |
| Holthusen         | Weener            | 1. Jan. 1973            |
| Ihren             | Westoverledingen  | 1. Jan. 1973            |
| Ihrhove           | Westoverledingen  | 1. Jan. 1973            |
| Jübberde          | Uplengen          | 1. Jan. 1973            |
| Kirchborgum       | Weener            | 1. Jan. 1973            |
| Kleinoldendorf    | Uplengen          | 1. Jan. 1973            |
| Kleinsander       | Uplengen          | 1. Jan. 1973            |
| Klostermoor       | Rhauderfehn       | 1. Jan. 1973            |
| Lammertsfehn      | Filsum            | 1. Jan. 1973            |
| Landschaftspolder | Dollart           | 1. Jan. 1973            |
| Langholt          | Ostrhauderfehn    | 1. Jan. 1973            |
| Leerort           | Leer              | 1. Feb. 1971            |
| Loga              | Leer              | 1. Juli 1968            |
| Logabirum         | Leer              | 1. Jan. 1973            |
| Marienchor        | Jemgum            | 1. Jan. 1973            |
| Meinersfehn       | Uplengen          | 1. Jan. 1973            |
| Midlum            | Jemgum            | 1. Jan. 1973            |
| Mitling-Mark      | Westoverledingen  | 1. Jan. 1973            |
| Neermoor          | Moormerland       | 1. Jan. 1973            |
| Nendorp           | Jemgum            | 1. Jan. 1973            |
| Nettelburg        | Leer              | 1. Jan. 1973            |
| Neuburg           | Detern            | 1. Jan. 1973            |
| Neudorf           | Uplengen          | 1. Jan. 1973            |
| Neuemoor          | Hesel             | 1. Jan. 1973            |
| Neufirrel         | Uplengen          | 1. Jan. 1973            |
| Nordgeorgsfehn    | Uplengen          | 1. Jan. 1973            |
| Nüttermoor        | Leer              | 1. Jan. 1973            |
| Oldendorp         | Jemgum            | 1. Jan. 1973            |
| Oldersum          | Moormerland       | 1. Jan. 1973            |
| Oltmannsfehn      | Uplengen          | 1. Jan. 1973            |
| Petkum            | Emden             | 1. Juli 1972            |
| Poghausen         | Uplengen          | 1. Jan. 1973            |
| Pogum             | Jemgum            | 1. Jan. 1973            |
| Potshausen        | Ostrhauderfehn    | 1. Jan. 1973            |
| Remels            | Uplengen          | 1. Jan. 1973            |
| Rhaude            | Rhauderfehn       | 1. Jan. 1973            |
| Rhaudermoor       | Rhauderfehn       | 1. Jan. 1973            |
| Rorichum          | Moormerland       | 1. Jan. 1973            |
| Schatteburg       | Rhauderfehn       | 1. Jan. 1973            |
| Selverde          | Uplengen          | 1. Jan. 1973            |
| Spols             | Uplengen          | 1. Jan. 1973            |
| St. Georgiwold    | Weener            | 1. Jan. 1973            |
| Stapel            | Uplengen          | 1. Jan. 1973            |
| Stapelmoor        | Weener            | 1. Jan. 1973            |
| Steenfelde        | Westoverledingen  | 1. Jan. 1973            |
| Stickhausen       | Detern            | 1. Jan. 1973            |
| Stiekelkamperfehn | Neukamperfehn     | 1. Jan. 1973            |
| Südgeorgsfehn     | Uplengen          | 1. Jan. 1973            |
| Terborg           | Moormerland       | 1. Jan. 1973            |
| Tergast           | Moormerland       | 1. Jan. 1973            |
| Veenhusen         | Moormerland       | 1. Jan. 1973            |
| Velde             | Detern            | 1. Jan. 1973            |
| Vellage           | Weener            | 1. Jan. 1973            |
| Völlen            | Westoverledingen  | 1. Jan. 1973            |
| Warsingsfehn      | Moormerland       | 1. Jan. 1973            |
| Weenermoor        | Weener            | 1. Jan. 1973            |
| Westrhauderfehn   | Rhauderfehn       | 1. Jan. 1973            |
| Widdelswehr       | Emden             | 1. Juli 1972            |
| Wymeer            | Bunde             | 1. Nov. 2001            |

## Schutzgebiete
Im Landkreis befinden sich neben Landschaftsschutzgebieten und Naturdenkmalen 19 ausgewiesene Naturschutzgebiete (Stand Februar 2017).
Siehe auch:
- Liste der Naturschutzgebiete im Landkreis Leer
- Liste der Landschaftsschutzgebiete im Landkreis Leer
- Liste der Naturdenkmale im Landkreis Leer
- Liste der geschützten Landschaftsbestandteile im Landkreis Leer

## Sonstiges
Am 1. Juli 1956 erhielt der Landkreis das Kfz-Kennzeichen LER. 
Der Landkreis Leer ist Träger mehrerer Kultureinrichtungen, u. a. der Evenburg und Haneburg, des Kunsthauses Leer und der Ehemaligen Jüdische Schule Leer oder auch das Gut Stikelkamp.